# Pimpla rasilis
Pimpla rasilis là một loài tò vò trong họ Ichneumonidae.